# 許申
許申（?—?），字維之，號化州，生卒年不詳。广东海阳人。唐宋潮州八賢之一。
先世申公之父烈公自泉州遷往潮州，定居韓山麓（今湘橋區橋東）。早年能文，深得潮州通判陳堯佐賞識。大中祥符三年（1010年）被舉薦應「賢良方正」科，名列進士榜首，授將仕郎、秘書省校書郎、出任鄞縣（今浙江鄞縣）知縣。天禧初年（1017年）任韶州（今廣東韶關）知州，在韶州時，種植官道松榕數萬株。歷官吉（今江西吉安）、柳（今廣西柳州）、建（今福建建甌）三州的知州。再升任廣南西路提點刑獄，「具有治跡」。曾建議以“以药化铁与铜杂铸”、“铜居三分，铁居六分”，天章阁待制孫祖德指稱：「偽銅，法所禁，而官自為之，是教民欺也。」。後任廣南東路轉運使、兼制江西、湖南诸路之时，仁宗帝用范仲淹、韩琦、富弼以行新法。许申见其粗糙，上言新法之弊，被撤去刑部郎中之職。官終刑部郎中。著有《高阳集》，劉允为之序。曾孫許珏娶宋太宗曾孫女，德安郡主為妻。